# ハバロフスク・ユナイテッド・エア・グループ3949便墜落事故
ハバロフスク・ユナイテッド・エア・グループ3949便墜落事故（ハバロフスク・ユナイテッド・エア・グループ3949びんついらくじこ）は、1995年12月7日に発生した航空事故である。ユジノサハリンスク空港からハバロフスク空港へ向かっていたハバロフスク・ユナイテッド・エア・グループ3949便（ツボレフ Tu-154B）がボー・ズハウサ山に墜落し、乗員乗客98人全員が死亡した。

## 飛行の詳細

### 事故機
事故機のツボレフ Tu-154B（RA-85164）は製造番号76A164として1976年に製造された。エンジンはクズネツォフ NK-8-2Uを搭載しており、総飛行時間は30,001時間、総飛行サイクルは13,801回であった。また、同機には4回の修理歴があり、最後の修理は1991年9月23日に行われていた。
事故当時の3949便の離陸重量は82,600キログラムで許容範囲内であり、その内燃料の重量は15,100キログラムであった。

### 運航乗務員[2]
機長は46歳の男性で、総飛行時間は12,225時間であり、その内5,054時間がTu-154での飛行時間であった。
副操縦士は43歳の男性で、総飛行時間は10,294時間であり、その内1,620時間がTu-154での飛行時間であった。
航空士は32歳の男性で、総飛行時間は5,008時間であり、その内1,990時間がTu-154での飛行時間であった。
航空機関士は30歳の男性で、総飛行時間は1,816時間であり、この全てがTu-154での飛行時間であった。

## 事故の経緯
3949便はハバロフスク空港からユジノサハリンスク空港まで飛行し、一旦ハバロフスク空港へ戻った後にバイカル国際空港を経由してトルマチョーヴォ空港へと向かう予定であった。
3949便は現地時間2時43分にユジノサハリンスク空港を離陸し、高度10,600メートルまで上昇した。3時00分に管制との最後の交信があった後、3時08分に3949便は垂直速度約300メートル毎秒、ピッチ角約70度でボー・ズハウサ山に墜落し、機体は無数の破片となった。この事故で乗員乗客98人全員が死亡した。
事故現場は1995年12月18日にMi-8の乗員によって発見された。

## 事故原因
事故機には左翼側が下がった状態で飛ぶという傾向があったため、事故機のエンジンへの燃料供給は左翼側の燃料タンクからのみ行われていた。このため燃料の重量バランスが不均衡となり、機体は右にバンクすることとなった。自動操縦は3949便の離陸後35分まではこのバンクを修正することができていたが、その後は修正できなくなったため3949便は制御不能となって墜落した。